# Thymoites trisetaceus
Thymoites trisetaceus là một loài nhện trong họ Theridiidae.
Loài này thuộc chi Thymoites. Thymoites trisetaceus được miêu tả năm 2008 bởi Peng, Chang-Min Yin & Griswold.